# Stöpsellocke

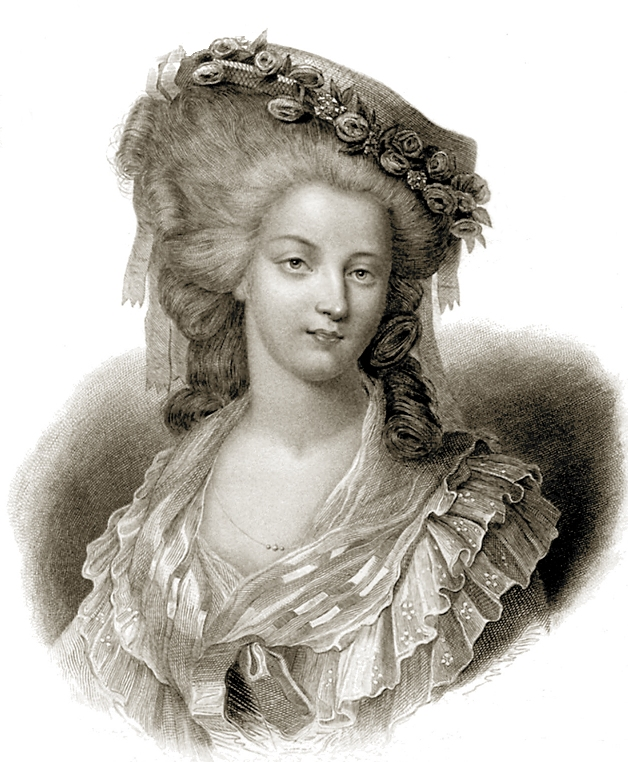
Lamballe mit Rosenkranz und seitlichen Stöpsellocken

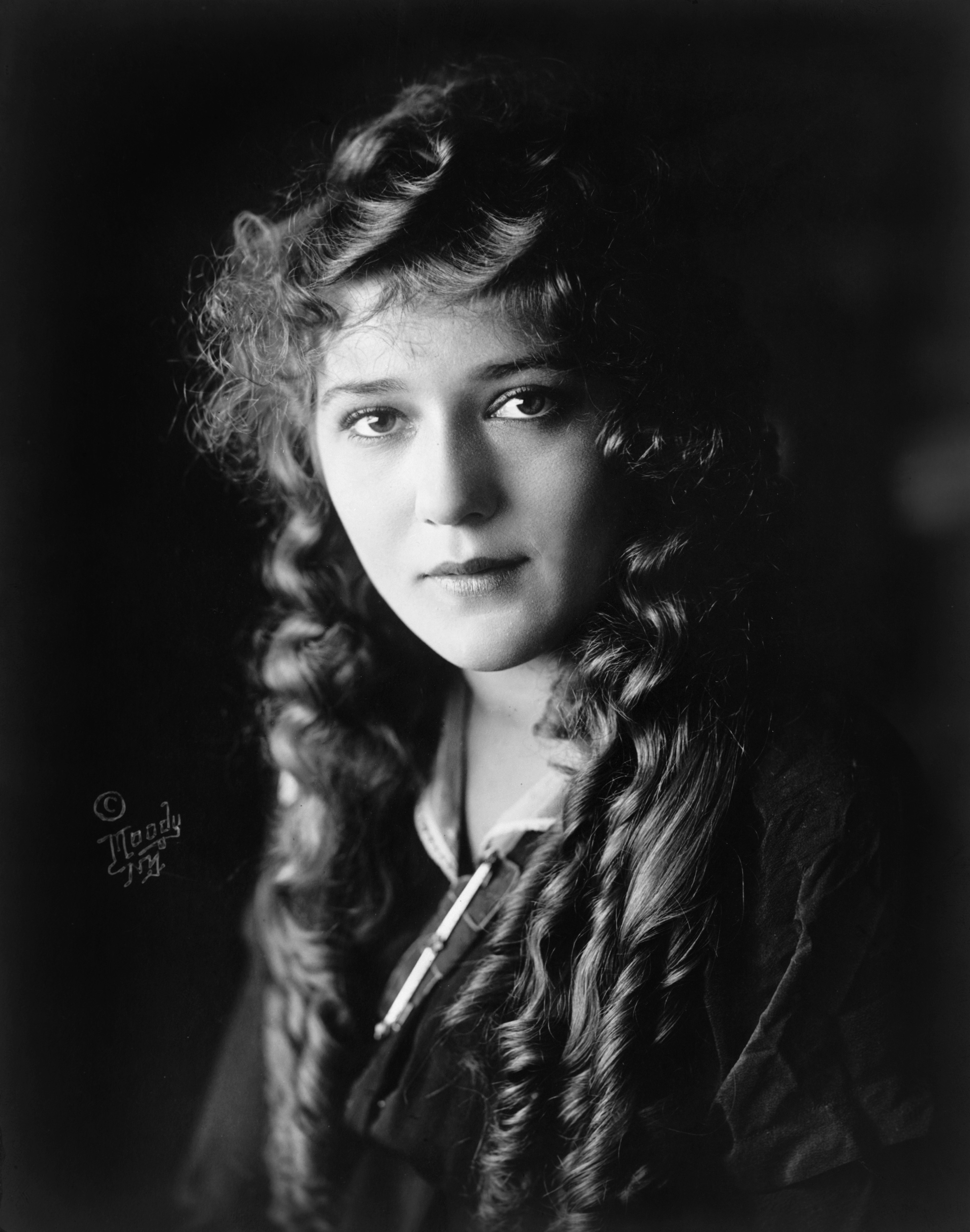
Mary Pickford mit Stöpsellocken

Die Stöpsellocke (im Österreichischen Stoppellocke, auch Schlangenlocke, Korkenzieherlocke, Hängelocke, französisch Boucle pendante) ist eine natürliche, papillotierte oder über ein Lockenholz gedrehte einzelne Haarsträhne. Stöpsellocken waren Mitte des 17. Jahrhunderts, als Teil der Fontanage um 1685 bis 1713, dann zur Lamballe um 1789 und erneut um 1835 bis 1888 als Teil einer Ballfrisur in Mode. Als Teil von Kinderfrisuren waren Stöpsellocken in den 1950er Jahren beliebt.

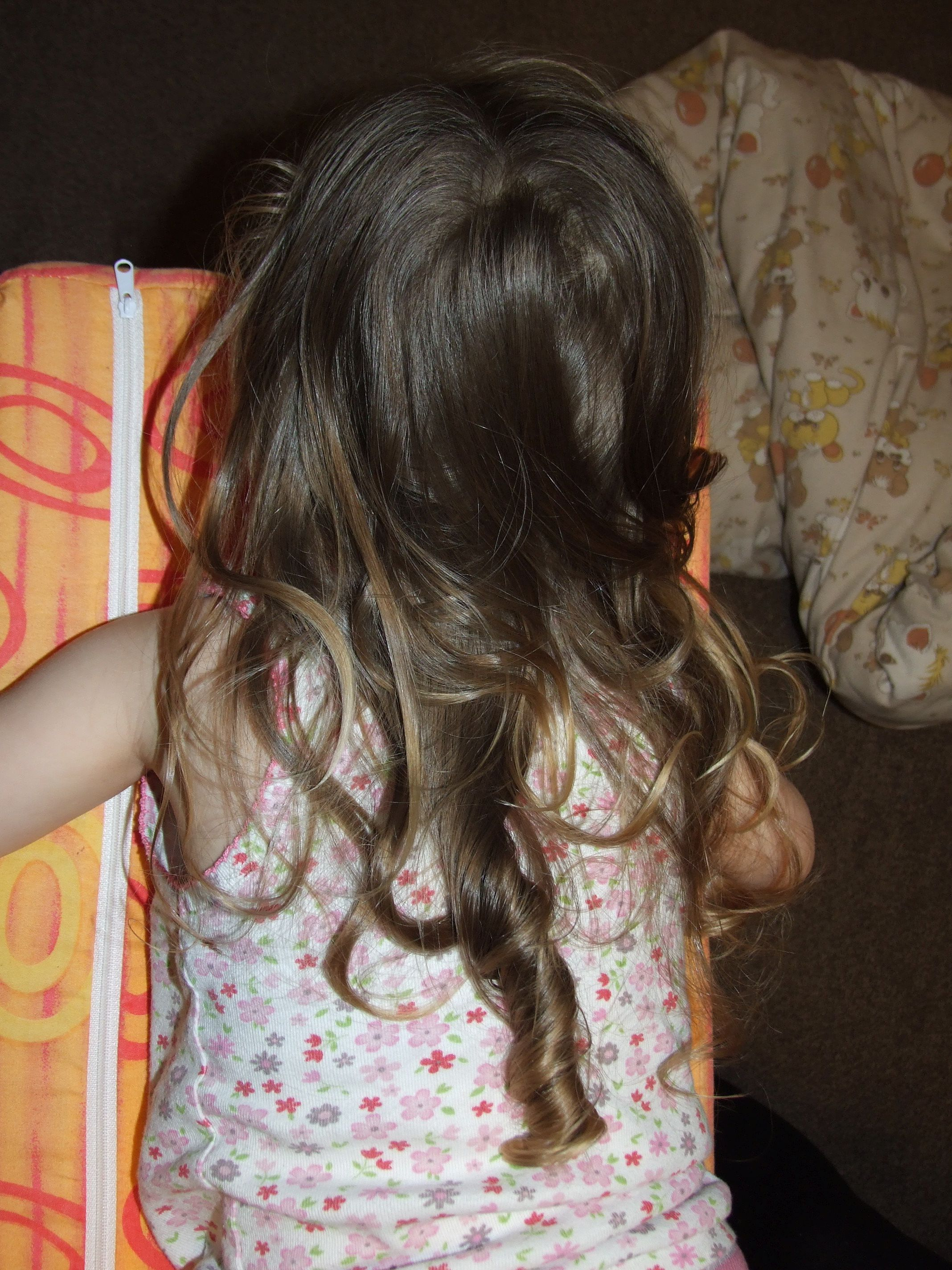
Natürliche Stöpsellocken bei einem Kind